# A (letter)

Voorbeelden van de letter A

De A is de eerste letter in het moderne Latijnse alfabet en ook de eerste klinker. De letter is afgeleid van de Griekse letter alfa (α), die evenals in het Latijn de klankwaarden /a/ en /a:/ had. De oorsprong van de letter gaat via het Grieks en Etruskisch terug op het Semitische 'âlep (os). De Griekse namen zijn van Semitische oorsprong, en deze zijn via het Hebreeuws bekend.
In het internationale spellingsalfabet wordt de A weergegeven door middel van het woord alfa.

In het Nederlands telefoonalfabet kan de A worden weergegeven door middel van de namen Anna of Anton.
De vorm van de letter gaat mogelijk terug op de kop van een os.
| Egyptische hiëroglief van een ossenkop | Proto-semitische ossenkop | Fenicische aleph | Griekse alpha | Etruscische A | Romeinse A |
| -------------------------------------- | ------------------------- | ---------------- | ------------- | ------------- | ---------- |
| Egyptian hieroglyphic ox head          | Proto-semitic ox head     | Phoenician aleph | Greek alpha   | Etruscan A    | Roman A    |

## Kleine letter a

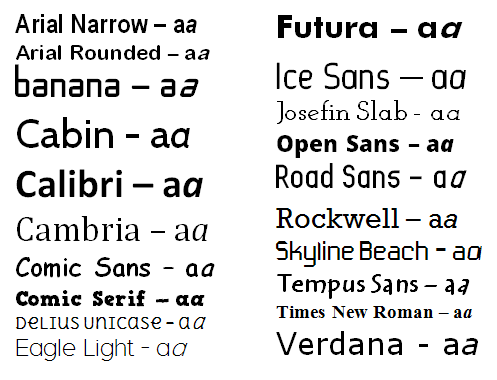
De letter a en cursieve letter a in verschillende lettertypes

Vooral de kleine letter a kent vele vormen. De meestgebruikte vorm is de double-storey of double-decker a, de vorm zoals u die nu (waarschijnlijk) aan het lezen bent. Minder gebruikt is de single-storey of one-decker ɑ. De Futura is ongetwijfeld een van de bekendste single-storeyvarianten. Vaak wordt ook de double-storey a als standaard gebruikt en de single-storey als cursieve variant.